# Ekspedycja 25
Ekspedycja 25 – stała załoga Międzynarodowej Stacji Kosmicznej. Misja trwała od września do listopada 2010 r.

## Załoga
Załoga stacji składała się z sześciorga członków, którzy przebywali na niej wspólnie od września do listopada 2010 roku (liczba w nawiasie oznacza liczbę lotów odbytych przez każdego z astronautów, łącznie z Ekspedycją 25):
- Douglas Wheelock (2) Dowódca - NASA
- Fiodor Jurczichin (3) Inżynier pokładowy 1 - Roskosmos
- Shannon Walker (1) Inżynier pokładowy 2 - NASA
- Aleksandr Kaleri (5), Inżynier pokładowy 3 - Roskosmos
- Oleg Skripoczka (1), Inżynier pokładowy 4 - Roskosmos
- Scott J. Kelly (3), Inżynier pokładowy 5 - NASA